# Right Place Right Time
Right Place Right Time é o terceiro álbum de estúdio do cantor britânico Olly Murs, lançado a 23 de Novembro de 2012 através da Syco e Epic Records. O projecto recebeu o trabalho de produção de Andrew Frampton, Claude Kelly, Chuck Harmony, Ed Drewett, Future Cut, Lucas Secon, Steve Kipner Steve Robson, TMS e Wayne Hector. Tornou-se ainda o segundo disco do artista a liderar a UK Albums Chart, com vendas avaliadas em 127 mil cópias na sua semana de estreia.
O single de avanço, "Troublemaker", que contém a participação do rapper Flo Rida, foi editado uma semana antes do álbum e estreou na primeira posição da UK Singles Chart. Ambos os trabalhos, canção e disco, permaneceram durante duas semanas na liderança das respectivas tabelas musicais. 

## Alinhamento de faixas
| N.º | Título                        | Compositor(es)                                                      | Produtor(es)                  | Duração |  |
| 1.  | "Army of Two"                 | Olly Murs, Iyiola Babalola, Wayne Hector, Darren Lewis              | Future Cut                    | 4:47    |  |
| 2.  | "Troublemaker" (com Flo Rida) | Olly Murs, Claude Kelly, Steve Robson, Tramar Dillard               | Steve Robson                  | 3:06    |  |
| 3.  | "Loud & Clear"                | Murs, Kelly, Chuck Harmony                                          | Chuck Harmony                 | 3:49    |  |
| 4.  | "Dear Darlin'"                | Murs, Ed Drewett, Jim Eliot                                         | Ed Drewett, Jim Eliot         | 3:25    |  |
| 5.  | "Right Place Right Time"      | Murs, Kelly, Robson                                                 | Steve Robson                  | 3:13    |  |
| 6.  | "Hand on Heart"               | Murs, Tom Barnes, Wayne Hector, Iain James, Pete Kelleher, Ben Kohn | Tom Barnes, Ben Kohn          | 3:16    |  |
| 7.  | "Hey You Beautiful"           | Murs, Kelly, Robson                                                 | Steve Robson                  | 3:06    |  |
| 8.  | "Head to Toe"                 | Murs, Kelly, Harmony                                                | Harmony                       | 3:15    |  |
| 9.  | "Personal"                    | Murs, Barnes, Hector, Christopher Houston, Kelleher, Kohn           | Tom Barnes, Ben Kohn          | 3:15    |  |
| 10. | "What a Buzz"                 | Murs, Julian Bunetta, Drewett                                       | Julian Bunetta                | 3:07    |  |
| 11. | "Cry Your Heart Out"          | Murs, Hector, Carsten Mortensen, Lucas Secon                        | Lucas Secon                   | 3:39    |  |
| 12. | "One of These Days"           | Murs, Bunetta, Andrew Frampton, Steve Kipner                        | Andrew Frampton, Steve Kipner | 3:06    |  |

| Faixas bónus na Amazon |                                                |                     |                             |         |  |
| N.º                    | Título                                         | Compositor(es)      | Produtor(es)                | Duração |  |
| 13.                    | "Right Place Right Time" (Thomas Gandey Remix) | Murs, Robson, Kelly | Steve Robson, Thomas Gandey | 3:46    |  |
| 14.                    | "Troublemaker" (Wideboys Club Remix)           | Murs, Robson, Kelly | Steve Robson, The Wideboys  | 5:21    |  |

| Faixa bónus na iTunes Store |                    |                              |              |         |  |
| N.º                         | Título             | Compositor(es)               | Produtor(es) | Duração |  |
| 13.                         | "Just for Tonight" | Murs, Robson, Samuel Preston | Steve Robson | 3:17    |  |

| Faixas bónus da edição deluxe |                                  |                                   |              |         |  |
| N.º                           | Título                           | Compositor(es)                    | Produtor(es) | Duração |  |
| 13.                           | "Runaway"                        | Murs, Martin Brammer, Adam Argyle | Adam Argyle  | 3:37    |  |
| 14.                           | "Sliding Doors"                  | Murs, Robson, Hector              | Steve Robson | 3:56    |  |
| 15.                           | "Perfect Night (to Say Goodbye)" | Murs, Brammer, Argyle             | Adam Argyle  | 3:22    |  |
| 16.                           | "The One"                        | Murs, Drewett, Matt Prime         | Matt Prime   | 3:38    |  |
| 17.                           | "Troublemaker" (Live Mix)        | Murs, Robson, Kelly, Dillard      | Steve Robson | 3:47    |  |
| 18.                           | "Army of Two" (Live Mix)         | Murs, Hector, Babalola, Lewis     | Future Cut   | 4:32    |  |

| Edição deluxe na iTunes Store |                                      |                               |              |         |  |
| N.º                           | Título                               | Compositor(es)                | Produtor(es) | Duração |  |
| 13.                           | "Runaway"                            | Murs, Brammer, Argyle         | Adam Argyle  | 3:37    |  |
| 14.                           | "Sliding Doors"                      | Murs, Robson, Hector          | Steve Robson | 3:56    |  |
| 15.                           | "Perfect Night (to Say Goodbye)"     | Murs, Brammer, Argyle         | Adam Argyle  | 3:22    |  |
| 16.                           | "The One"                            | Murs, Drewett, Prime          | Matt Prime   | 3:38    |  |
| 17.                           | "Troublemaker" (vídeo)               | Murs, Robson, Kelly, Dillard  | Steve Robson | 3:47    |  |
| 18.                           | "Army of Two" (vídeo)                | Murs, Hector, Babalola, Lewis | Future Cut   | 4:32    |  |
| 19.                           | Sem título                           | Murs, Robson, Preston         | Steve Robson | 3:17    |  |
| 20.                           | "Track by Track Interview" (Parte 1) |                               |              | 12:07   |  |
| 21.                           | "Track by Track Interview" (Parte 2) |                               |              | 12:31   |  |

| Edição norte-americana |                                        |                                             |                          |         |  |
| N.º                    | Título                                 | Compositor(es)                              | Produtor(es)             | Duração |  |
| 1.                     | "Army of Two"                          | Murs, Hector, Babalola, Lewis               | Future Cut               | 4:47    |  |
| 2.                     | "Heart Skips a Beat" (com Chiddy Bang) | Murs, Smith, Preston, Eliot, Anamege        | Jim Eliot                | 3:25    |  |
| 3.                     | "Troublemaker" (com Flo Rida)          | Murs, Robson, Kelly, Dillard                | Steve Robson             | 3:06    |  |
| 4.                     | "Dance with Me Tonight"                | Murs, Kelly, Robson                         | Future Cut, Steve Robson | 3:23    |  |
| 5.                     | "Hand on Heart"                        | Murs, Hector, Kohn, Kelleher, Barnes, James | Tom Barnes, Ben Kohn     | 3:16    |  |
| 6.                     | "Hey You, Beautiful"                   | Murs, Robson, Kelly                         | Steve Robson             | 3:06    |  |
| 7.                     | "Right Place Right Time"               | Murs, Robson, Kelly                         | Steve Robson             | 3:13    |  |
| 8.                     | "Oh My Goodness"                       | Murs, Argyle, Brammer                       | Martin Brammer           | 3:05    |  |
| 9.                     | "Loud & Clear"                         | Murs, Harmony, Kelly                        | Chuck Harmony            | 3:49    |  |
| 10.                    | "Dear Darlin'"                         | Murs, Drewett, Eliot                        | Ed Drewett, Jim Eliot    | 3:25    |  |

| Faixas bónus da edição deluxe norte-americana |                      |                                 |                               |         |  |
| N.º                                           | Título               | Compositor(es)                  | Produtor(es)                  | Duração |  |
| 11.                                           | "One of These Days"  | Murs, Bunetta, Frampton, Kipner | Andrew Frampton, Steve Kipner | 3:06    |  |
| 12.                                           | "What a Buzz"        | Murs, Bunetta, Drewett          | Julian Bunetta                | 3:07    |  |
| 13.                                           | "Cry Your Heart Out" | Murs, Hector, Mortensen, Secon  | Lucas Secon                   | 3:39    |  |
| 14.                                           | "I Need You Now"     | Murs, Argyle, Brammer           | Martin Brammer                | 3:52    |  |

## Desempenho nas tabelas musicais
| Tabela musical (2012-2013)               | Melhor posição |
| ---------------------------------------- | -------------- |
| Alemanha - Media Control Charts          | 28             |
| Austrália - ARIA Albums Chart            | 25             |
| Áustria - Austrian Albums Chart          | 30             |
| Canadá - Canadian Albums Chart           | 17             |
| Coreia do Sul - Gaon Music Chart         | 32             |
| Escócia - Scottish Albums Chart          | 1              |
| Espanha - PROMUSICAE                     | 94             |
| Estados Unidos - Billboard 200           | 19             |
| Irlanda - IRMA                           | 3              |
| Nova Zelândia - New Zealand Albums Chart | 27             |
| Reino Unido - UK Albums Chart            | 1              |
| Suíça - Schweizer Hitparade              | 63             |

| Tabela musical (2012)         | Posição |
| ----------------------------- | ------- |
| Irlanda - Irish Albums Chart  | 18      |
| Reino Unido - UK Albums Chart | 7       |

| País        | Provedor | Certificação |
| ----------- | -------- | ------------ |
| Austrália   | ARIA     | Ouro         |
| Irlanda     | IRMA     | Platina      |
| Reino Unido | BPI      | 4× Platina   |